# Matthiola longipetala
Matthiola longipetala là một loài thực vật có hoa trong họ Cải. Loài này được (Vent.) DC. mô tả khoa học đầu tiên năm 1821.